# Tortula kneuckeri
Tortula kneuckeri är en bladmossart som beskrevs av Brotherus och Geheeb 1903. Tortula kneuckeri ingår i släktet tussmossor, och familjen Pottiaceae. Inga underarter finns listade i Catalogue of Life.